# Alex Chambers
Pour les articles homonymes, voir Chambers.
Alex Chambers, née le 28 octobre 1978, est une pratiquante de MMA australienne évoluant au sein de l'organisation Ultimate Fighting Championship dans la catégorie des poids pailles.

## Biographie
Alex Chambers après une longue pratique du karaté s'est tournée vers le MMA à l'âge adulte. Elle s'est alors rendue à Tokyo pour s'entrainer avec une experte japonaises Megumi Fujii, l'une des pionnières du MMA dans son pays et Hitomi Akano qui combattait alors au Strikeforce.

## Carrière en MMA

### Début de carrière
Le 29 mai 2010 Alex Chambers commence sa carrière en MMA. Elle est opposée, à sa compatriote Jessica Tolhurst lors de l'évènement Rize 5: Revolution se déroulant à Chandler dans le Queensland aux Australie. Elle remporte le combat par décision unanime.

### Invicta Fighting Championships
Alex Chambers connais sa première participation à un évènement Invicta FC lors de l'Invicta FC 5: Penne vs. Waterson le 5 avril 2013 à Kansas City dans le Missouri (États-Unis). Elle remporte son combat contre l'Américaine Jodie Esquibel dès le premier round. Alex Chambers effectue un étranglement arrière obligeant son adversaire à abandonner.

### Ultimate Fighting Championship
Le 12 décembre 2014 Alex Chambers participe pour la première fois à un évènement UFC. Elle est opposée, à la combattante irlandaise Aisling Daly lors de l'évènement The Ultimate Fighter: A Champion Will Be Crowned Finale se déroulant à Las Vegas aux États-Unis. Elle est battue en subissant une soumission par clé de bras juste avant la fin du premier round.
Le 10 mai 2015 Alex Chambers affronte l'Américaine Kailin Curran lors de l'évènement UFC Fight Night: Miocic vs. Hunt se déroulant à Adelaide en Australie. Elle remporte le combat en plaçant une clé de bras durant la troisième reprise. Alex Chambers repars également avec un bonus de 50 000 $ pour la performance de la soirée.

### Distinctions
- Ultimate FC
  - Performance de la soirée (x1) (10 mai 2015 face à Kailin Curran)[5].

## Palmarès en MMA
| 8 combats      | 5 victoires | 3 défaites |
| Par KO         | 2           | 0          |
| Par soumission | 2           | 3          |
| Sur décision   | 1           | 0          |

| Résultat | Record | Adversaire       | Méthode                                 | Événement                                               | Date             | Round | Temps | Lieu                                       | Notes |
| -------- | ------ | ---------------- | --------------------------------------- | ------------------------------------------------------- | ---------------- | ----- | ----- | ------------------------------------------ | --- |
| Défaite  | 5-3    | Paige VanZant    | Soumission (clé de bras)                | UFC Fight 191: Johnson vs. Dodson 2                     | 5 septembre 2015 | 3     | 1:01  | Las Vegas, Nevada, États-Unis              | |
| Victoire | 5-2    | Kailin Curran    | Soumission (clé de bras)                | UFC Fight Night: Miocic vs. Hunt                        | 10 mai 2015      | 3     | 3:15  | Adelaïde, Australie-Méridionale, Australie | Performance de la soirée |
| Défaite  | 4-2    | Aisling Daly     | Soumission (clé de bras)                | The Ultimate Fighter: A Champion Will Be Crowned Finale | 12 décembre 2014 | 1     | 4:53  | Las Vegas, Nevada, États-Unis              | Alex Chambers retourne en poids pailles Aisling Daly échoue à la pesée (118 lbs) Inauguration de la catégorie Poids paille à l'UFC |
| Victoire | 4-1    | Jodie Esquibel   | Soumission (étranglement arrière)       | Invicta FC 5: Penne vs. Waterson                        | 5 avril 2013     | 1     | 1:35  | Kansas City, Missouri, États-Unis          | Alex Chambers fait ses débuts en Atomweight                                                                                        |
| Victoire | 3-1    | Mika Nagano      | TKO (coups de genoux et coups de poing) | BFW 17: Brace Girls                                     | 27 octobre 2012  | 1     | 0:42  | Southport, Queensland, Australie           | |
| Défaite  | 2-1    | Mizuki Inoue     | Soumission (clé de bras)                | Jewels 18th Ring                                        | 3 mars 2012      | 1     | 4:32  | Tokyo, Japon                               | |
| Victoire | 2-0    | Claire Fryer     | TKO (coups de poing)                    | Rize 6: Defiance                                        | 31 juillet 2010  | 1     | 2:57  | Chandler, Queensland, Australie            | |
| Victoire | 1-0    | Jessica Tolhurst | Décision unanime                        | Rize 5: Revolution                                      | 29 mai 2010      | 3     | 3:00  | Chandler, Queensland, Australie            | |